# Lý Ngọc (nhà Minh)
Lý Ngọc (chữ Hán: 李玉, ? – ?), tự Thành Chương, danh y đời Minh.

## Sự nghiệp
Ngọc sinh ra trong một quân hộ ở Lục An vệ , không rõ năm sinh năm mất, chỉ biết ông sống cùng thời với Lăng Vân, ngự y của Minh Hiếu Tông. Ngọc giỏi cưỡi ngựa bắn tên, làm quan đến chức Thiên hộ. Ngọc tinh thông y thuật, sở trường châm cứu, ra tay thì khỏi.
- Có bệnh nhân đau đầu không chịu nổi, dẫu sấm nổ cũng không nghe được. Ngọc chẩn đoán rằng: "Đây là trùng ăn não đấy!" Trước hết Ngọc dùng các loại thuốc giết trùng, thổi vào mũi, trùng theo mắt, mũi, miệng chạy ra, bệnh nhân lập tức khỏi.
- Có bệnh nhân chống cặp nạng đến, Ngọc châm cho ông ta, bệnh nhân lập tức không cần đến nạng nữa. Vì thế người từ Bắc Kinh đến Nam Kinh đặt hiệu cho ông là Thần châm Lý Ngọc.
- Có thai phụ nôn ra vài thăng máu, đã gần chết. Ngọc chẩn mạch cho bà ta, nói: "Đứa con này bị chứng giản." Ngọc chiếu theo chấn đoán ấy mà chữa, thêm Trúc lịch thì thai phụ khỏi hẳn.
- Ngọc giỏi cả Phương tễ. Có bệnh nhân bị chứng nuy, Ngọc tìm đủ phương thuốc, kết hợp trị liệu mà không công hiệu, lấy làm lạ. Ngọc chợt nghĩ ra: "Thuốc có mới cũ, thì hiệu quả có nhanh chậm. Bệnh này ở ngoài nhưng đã lâu ngày, chẳng phải tiểu tễ có thể chữa khỏi." Ngọc bèn rang 2 nồi thuốc, đổ vào chum, đợi nguội một chút, đặt bệnh nhân ngồi vào trong chum, lấy thuốc rưới lên, cho đến khi mồ hôi ra đầm đìa, lập tức khỏi hẳn.